# Грюбер, Иоганн
Иоганн Грюбер (нем. Johann Grueber, кит. упр. 白乃心, пиньинь Bái Nǎixīn; 28 октября 1623, Линц — 30 сентября 1680, Шарошпатак, Венгрия) — австрийский иезуитский миссионер и картограф, известный исследователь.

## Биография
Он вступил в «Общество Иисуса» в 1641 году, прибыл в Китай в 1656 году, где трудился при дворе Пекина как преподаватель математики и помощник отца Адама Шалля фон Белля. В 1661 году его глава послал его вместе с бельгийским иезуитом Альбертом д’Орвилем в Рим по делам, касающимся ордена.
Так как путешествие по морю было невозможно из-за осады Макао голландцами, у них родился план добраться по суше из Пекина, через Тибет и Непал, в Гоа, чтобы оттуда уже отправиться морем. Это привело к памятному путешествию Грюбера (д’Орвиль умер в пути), который завоевал славу одного из самых успешных путешественников XVII века. Сначала они прибыли в Синин на границе с Ганьсу, отсюда, через территорию Цинхая и Калмыцкую Татарию, был совершен переход в Лхасу. Они пересекли, преодолевая трудности и лишения, горные отроги Гималаев, прибыли в Катманду, Непал, и уже отсюда спустились в бассейн реки Ганг, посетив Патну и Агру. Их путешествие длилось 214 дней.
Д’Орвиль умер в Агре от перенесенных лишений. Иезуитский миссионер, знаток санскрита, Генрих Рот заменил д’Орвиля, и вместе с ним Грюбер отправился в новое путешествие через Персию и Турцию в Европу, достигнув Рима 2 февраля 1664 года. Путешествие Грюбера показало возможность прямого сухопутного сообщения между Китаем и Индией, а также важность и ценность гималайских проходов.
Император Леопольд I приказал Грюберу вернуться в Китай через Россию, чтобы проверить возможность иного пути в Китай через Центральную Азию. Путешествие прервалось в Константинополе, так как Грюбер тяжело заболел и был вынужден вернуться. Последние годы своей жизни он провел как проповедник и преподаватель в иезуитских школах Трнавы (Словакия) и Шарошпатака (Венгрия), где он умер в 1680 году.
Описание его путешествия через Тибет было опубликовано Атанасиусом Кирхером, которому Грюбер оставил свои журналы и заметки, которые он дополнил различными устными и письменными комментариями («China illustrata», Amsterdam, 1667, 64-67). Французское издание этой книги (Амстердам, 1670) включало также письмо Грюбера тосканскому герцогу.